# Boured
 (juillet 2024).
La mise en forme du texte ne suit pas les recommandations de Wikipédia : il faut le « wikifier ».
Les points d'amélioration suivants sont les cas les plus fréquents. Le détail des points à revoir est peut-être précisé sur la page de discussion.
- Les titres sont pré-formatés par le logiciel. Ils ne sont ni en capitales, ni en gras.
- Le texte ne doit pas être écrit en capitales (les noms de famille non plus), ni en gras, ni en italique, ni en « petit »…
- Le gras n'est utilisé que pour surligner le titre de l'article dans l'introduction, une seule fois.
- L'italique est rarement utilisé : mots en langue étrangère, titres d'œuvres, noms de bateaux, etc.
- Les citations ne sont pas en italique mais en corps de texte normal. Elles sont entourées par des guillemets français : « et ».
- Les listes à puces sont à éviter, des paragraphes rédigés étant largement préférés. Les tableaux sont à réserver à la présentation de données structurées (résultats, etc.).
- Les appels de note de bas de page (petits chiffres en exposant, introduits par l'outil «  Source ») sont à placer entre la fin de phrase et le point final[comme ça].
- Les liens internes (vers d'autres articles de Wikipédia) sont à choisir avec parcimonie. Créez des liens vers des articles approfondissant le sujet. Les termes génériques sans rapport avec le sujet sont à éviter, ainsi que les répétitions de liens vers un même terme.
- Les liens externes sont à placer uniquement dans une section « Liens externes », à la fin de l'article. Ces liens sont à choisir avec parcimonie suivant les règles définies. Si un lien sert de source à l'article, son insertion dans le texte est à faire par les notes de bas de page.
- La présentation des références doit suivre les conventions bibliographiques. Il est recommandé d'utiliser les modèles {{Ouvrage}}, {{Chapitre}}, {{Article}}, {{Lien web}} et/ou {{Bibliographie}}. Le mode d'édition visuel peut mettre en forme automatiquement les références.
- Insérer une infobox (cadre d'informations à droite) n'est pas obligatoire pour parachever la mise en page.

Pour une aide détaillée, merci de consulter Aide:Wikification.
Si vous pensez que ces points ont été résolus, vous pouvez retirer ce bandeau et améliorer la mise en forme d'un autre article.
Bourd (en berbère:  ⴱⵡⵔⴷ بواذ  Sidi M'hend .est une commune rurale  située dans le rif la région centre-nord du Maroc, dans cercle de Aknoul. Située sur la route régionale N° 510,  à 120 Km de la ville d’Al hoceima et  à 84 Km de la ville de Taounate,à 100 Km de la ville de Taza, 105 Km De la Ville de Driouch ,et a 100 km De la Ville de taza elle s’étend sur une superficie de 179 Km². La ville est géographiquement et historiquement rattachée à la tribu amazighe des Igzenayen .Faisant partie de la province de Taza, Bourd est connue pour sa diversité culturelle et ses paysages pittoresques. La commune est principalement peuplée de communautés berbères (Riain), avec une riche histoire et des traditions bien préservées.

## Géographie
Bourd est située dans une zone montagneuse du rif , caractérisée par des collines verdoyantes et des vallées profondes. La région bénéficie d'un climat méditerranéen avec des influences continentales, ce qui permet une agriculture diversifiée. Les principaux cours d'eau qui traversent la commune contribuent à l'irrigation des terres agricoles, essentielles pour les cultures locales.

## Population
La population de Boured est majoritairement berbère. Les habitants de la commune vivent principalement de l'agriculture, de l'élevage et de l'artisanat. Les produits agricoles incluent les céréales, les légumes, et les fruits, avec une importance particulière pour les oliviers et les amandiers. L'artisanat local, notamment le tissage de tapis , est également une source de revenu significative. Au moment du recensement de 2014, la commune comptait une population totale de 8 343 personnes. La plupart de ses habitants, ou la majorité d'entre eux, résident en Europe (Pays-Bas,France, Espagne,  Allemagne...).

## Histoire
L'histoire de Boured est marquée par son appartenance aux anciennes tribus berbères Igzennayen qui ont habité la région depuis des siècles. La commune a été influencée par diverses dynasties et cultures qui ont traversé le Maroc, laissant des traces dans les traditions et les coutumes locales.

## Économie
L'économie de Boured repose principalement sur l'agriculture et l'élevage. Les techniques agricoles traditionnelles sont encore largement utilisées, bien que des efforts soient faits pour moderniser les pratiques et améliorer les rendements. Le marché local de Boured est un centre vital où les produits agricoles et artisanaux sont échangés.

## Tourisme
Boured offre des opportunités de tourisme rural pour ceux qui cherchent à découvrir la beauté naturelle et la culture authentique de la région. Les visiteurs peuvent explorer les paysages pittoresques, participer à des activités agricoles, et découvrir l'artisanat local. Les randonnées dans les montagnes environnantes et les visites des marchés locaux sont des attractions populaires.

## Administration
La commune de Boured est administrée par un conseil communal élu, qui gère les affaires locales en collaboration avec les autorités provinciales. Les efforts de développement se concentrent sur l'amélioration des infrastructures, de l'éducation et des services de santé pour les habitants.

## Défis et Perspectives
Comme beaucoup de communes rurales au Maroc, Boured fait face à des défis liés à l'accès limité aux infrastructures modernes et aux services de base. Les efforts de développement visent à améliorer les conditions de vie des habitants, tout en préservant le riche patrimoine culturel de la région. Des initiatives pour promouvoir l'agriculture durable et le tourisme rural sont en cours, offrant des perspectives positives pour l'avenir de Boured.